# Myscelus epimachia
Espèce
Myscelus epimachia est une espèce de lépidoptères de la famille des Hesperiidae, de la sous-famille des Pyrginae et de la tribu des Pyrrhopygini.

## Dénomination
Myscelus epimachia a été décrit par Gottlieb August Wilhelm Herrich-Schäffer en 1867.
Synonyme Pyrrhopyga epimachia ; Hewitson, 1873. 

### Nom vernaculaire
Myscelus epimachia se nomme Epimachia Glory ou Red Myscelus en anglais,.

### Sous-espèces
- Myscelus epimachia epimachia; présent en Bolivie, au Pérou et au Brésil
- Myscelus epimachia edix Evans, 1951; présenta au Paraguay
- Myscelus epimachia verina Evans, 1951; présent en Équateur[1].

## Description
Myscelus epimachia est un papillon au corps trapu de couleur jaune à l'abdomen rayé de cercles marron et tête noire tachetée de blanc. 
Sur le dessus les ailes sont de couleur jaune orangé discrètement veinées de marron, ornementées aux ailes antérieures de marques hyalines, une bande du bord costal vers le bord interne, finement bordée et veinée de marron, de petites taches hyalines dans l'aire postdiscale, du côté de l'apex.

## Écologie et distribution
Myscelus epimachia est présent au Venezuela, en Colombie, en Bolivie, au Paraguay, en Équateur, au Pérou, et au Brésil,.

### Biotope
Myscelus epimachia réside dans la forêt primaire humide et dans la forêt humide entre 200 m et 1 200 m. 

### Protection
Pas de statut de protection particulier.